# Линеаризация обратной связью
Линеариза́ция обра́тной свя́зью - способ приведения  системы, абстрактно описываемой в виде {\displaystyle \Delta x=F(x)+G(x)*u} к виду {\displaystyle \Delta x=v,} где {\displaystyle v} - некоторое внешнее управляющее воздействие. При этом нелинейная система становится линейной, а внешнее управление предусмотрено для стабилизации и управления оставшейся линейной частью системы.
В качестве закона управления обычно применяют {\displaystyle u=G(x)^{-1}*(v-F(x)),} этот закон управления часто приводит к цели управления, если функция {\displaystyle G(x)^{-1}} вычислима.

## Линеаризация обратной связью скалярной системы
Рассмотрим случай линеаризации обратной связью системы с одним входом и одним выходом. Похожие результаты могут быть получены для систем с несколькими входами и выходами.
Пусть исходная система представлена в виде:
{\displaystyle {\begin{aligned}{\dot {x}}&=f(x)+g(x)u\qquad &(1)\\y&=h(x)\qquad \qquad \qquad &(2)\end{aligned}}}
где {\displaystyle x\in \mathbb {R} ^{n}} вектор состояния системы,
{\displaystyle u\in \mathbb {R} } вход,
{\displaystyle y\in \mathbb {R} } выход.
Найдём преобразование {\displaystyle z=T(x)} преобразующее систему к нормальной форме:
{\displaystyle u=a(x)+b(x)v,}
теперь система представлена в форме вход-выход по отношению к новому входу {\displaystyle v\in \mathbb {R} } и выходу {\displaystyle y}. Для того, чтобы преобразованная система была эквивалентна исходной, преобразование должно быть диффеоморфизмом, то есть, быть не только однозначным но и гладким. Практически, преобразование может быть локальным диффеоморфизмом, но тогда результаты линеаризации сохраняются только в этой локальной области.

### Производная Ли
Задача линеаризации обратной связью состоит в построении преобразованной системы, состояния которой — выход {\displaystyle y} и его первые {\displaystyle (n-1)} производных. Для достижения этой цели используем производную Ли. Рассмотрим производную по времени от (2), которая может быть вычислена с помощью правила дифференцирования сложной функции:
{\displaystyle {\begin{aligned}{\dot {y}}={\frac {\operatorname {d} h(x)}{\operatorname {d} t}}&={\frac {\operatorname {d} h(x)}{\operatorname {d} x}}{\dot {x}}\\&={\frac {\operatorname {d} h(x)}{\operatorname {d} x}}f(x)+{\frac {\operatorname {d} h(x)}{\operatorname {d} x}}g(x)u\end{aligned}}.}
Теперь мы можем определить производную Ли от {\displaystyle h(x)} через {\displaystyle f(x)} как:
{\displaystyle L_{f}h(x)={\frac {\operatorname {d} h(x)}{\operatorname {d} x}}f(x),}
и, аналогично, производную Ли от {\displaystyle h(x)} через {\displaystyle g(x)} как:
{\displaystyle L_{g}h(x)={\frac {\operatorname {d} h(x)}{\operatorname {d} x}}g(x).}
Введя данные обозначения, определяем {\displaystyle {\dot {y}}} как:
{\displaystyle {\dot {y}}=L_{f}h(x)+L_{g}h(x)u.}
Применение производных Ли удобно, когда мы берем многократные производные или относительно той же самой векторной области или относительно различной. Например:
{\displaystyle L_{f}^{2}h(x)=L_{f}L_{f}h(x)={\frac {\operatorname {d} (L_{f}h(x))}{\operatorname {d} x}}f(x)}
и
{\displaystyle L_{g}L_{f}h(x)={\frac {\operatorname {d} (L_{f}h(x))}{\operatorname {d} x}}g(x).}

### Относительная степень
В линеаризуемой системе вектор состояния состоит из выходной переменной {\displaystyle y} и её первых {\displaystyle (n-1)} производных. Необходимо понять как вход {\displaystyle u} вводится в систему. Для этого введём понятие относительной степени. Система (1), (2) имеет относительную степень {\displaystyle r\in \mathbb {W} } в точке {\displaystyle x_{0}} если:
{\displaystyle L_{g}L_{f}^{k}h(x)=0\qquad \forall x} в окрестности {\displaystyle x_{0}} для всех {\displaystyle k\leq r-2}:
{\displaystyle L_{g}L_{f}^{r-1}h(x_{0})\neq 0}
Таким образом, относительной степенью системы по  выводу {\displaystyle y} можно считать то количество раз, которое нужно продифференцировать по времени выход {\displaystyle y} до момента, когда управление {\displaystyle u} появится в выходном сигнале {\displaystyle y} явно.
В то же время в теории линейных стационарных систем относительная степень — это разница между степенями полиномов числителя и знаменателя передаточной функции.

### Линеаризация обратной связью
Далее будем полагать, что относительная степень системы равна {\displaystyle n}. В этом случае, дифференцируя выход {\displaystyle n} раз, имеем:
{\displaystyle {\begin{aligned}y&=h(x)\\{\dot {y}}&=L_{f}h(x)\\{\ddot {y}}&=L_{f}^{2}h(x)\\&\vdots \\y^{(n-1)}&=L_{f}^{n-1}h(x)\\y^{(n)}&=L_{f}^{n}h(x)+L_{g}L_{f}^{n-1}h(x)u\end{aligned}},}
где {\displaystyle y^{(n)}} означает {\displaystyle n}ю производную от {\displaystyle y}.
Учитывая, что относительная степень системы равна {\displaystyle n}, производные Ли формы {\displaystyle L_{g}L_{f}^{i}h(x)} for {\displaystyle i=1,\dots ,n-2} все равны нулю. Это означает, что вход {\displaystyle u} не вносит прямого вклада в любую из {\displaystyle (n-1)} первых производных.
Преобразование {\displaystyle T(x)}, приводящее систему к нормальной форме, может быть определено с использованием первых {\displaystyle (n-1)} производных. В частности:
{\displaystyle z=T(x)={\begin{bmatrix}z_{1}(x)\\z_{2}(x)\\\vdots \\z_{n}(x)\end{bmatrix}}={\begin{bmatrix}y\\{\dot {y}}\\\vdots \\y^{(n-1)}\end{bmatrix}}={\begin{bmatrix}h(x)\\L_{f}h(x)\\\vdots \\L_{f}^{n-1}h(x)\end{bmatrix}}}
преобразует фазовые траектории из начальной системы координат {\displaystyle x} в новую {\displaystyle z}. Поскольку данное преобразование является диффеоморфизмом, гладкая траектория в исходном пространстве будет иметь единственный эквивалент в пространстве {\displaystyle z}, который также будет гладким. Данные траектории в пространстве {\displaystyle z} описывают новую систему:
{\displaystyle {\begin{cases}{\dot {z}}_{1}&=L_{f}h(x)=z_{2}(x)\\{\dot {z}}_{2}&=L_{f}^{2}h(x)=z_{3}(x)\\&\vdots \\{\dot {z}}_{n}&=L_{f}^{n}h(x)+L_{g}L_{f}^{n-1}h(x)u\end{cases}}.}
Таким образом, закон управления обратной связи {\displaystyle u={\frac {1}{L_{g}L_{f}^{n-1}h(x)}}(-L_{f}^{n}h(x)+v)} является линейной передаточной функцией от {\displaystyle v} к {\displaystyle z_{1}=y}.
Получаемая в результате линеаризованная система:
{\displaystyle {\begin{cases}{\dot {z}}_{1}&=z_{2}\\{\dot {z}}_{2}&=z_{3}\\&\vdots \\{\dot {z}}_{n}&=v\end{cases}}}
представляет собой каскад из {\displaystyle n} интеграторов, и управление {\displaystyle v} может быть получено стандартными методами, используемыми в теории управления для линейных систем. В частности, закон управления {\displaystyle v=-Kz\qquad ,} где вектор состояния {\displaystyle z} включает выход {\displaystyle y} и его первые {\displaystyle (n-1)} производные, что в результате даёт линейную систему
{\displaystyle {\dot {z}}=Az,}
где 
{\displaystyle A={\begin{bmatrix}0&1&0&\ldots &0\\0&0&1&\ldots &0\\\vdots &\vdots &\vdots &\ddots &\vdots \\0&0&0&\ldots &1\\-k_{1}&-k_{2}&-k_{3}&\ldots &-k_{n}\end{bmatrix}}.}
Таким образом, выбирая соответствующие {\displaystyle k}, можно произвольно располагать полюса замкнутой линеаризованной системы.